# Taryba

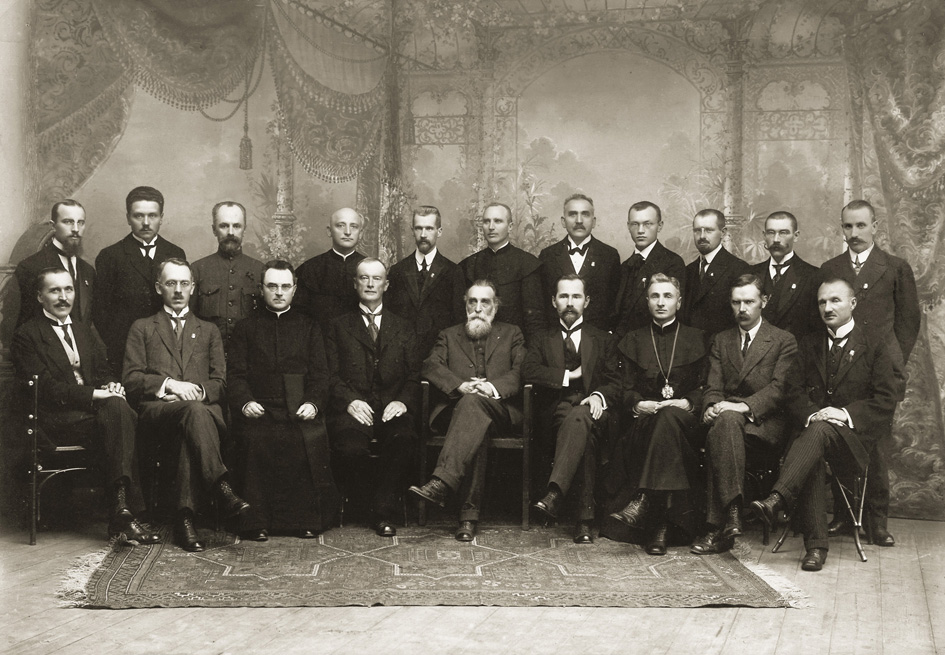
Taryba

Taryba (lit. Lietuvos Taryba) – Litewska Rada Państwowa, która istniała od 18 września 1917 do maja 1920 roku. Na czele Taryby stał Antanas Smetona. Rada 16 lutego 1918 roku proklamowała niepodległość Litwy, w czerwcu ogłosiła Litwę królestwem i zaproponowała tron księciu wirtemberskiemu Wilhelmowi von Urach. Z tej propozycji zrezygnowano jesienią 1918, po klęsce Cesarstwa Niemieckiego na froncie zachodnim. 2 listopada 1918 uchwaliła tymczasową konstytucję, na mocy której Taryba została jedynym organem ustawodawczym, a jej Prezydium przejęło najwyższą władzę wykonawczą. Z chwilą poddania się na froncie zachodnim 11 listopada 1918 roku Niemcy zgodzili się na utworzenie suwerennego rządu litewskiego. Taryba powołała dwa rządy (Augustinasa Voldemarasa – 3 listopada 1918 i Mykolasa Sleževičiusa – 26 grudnia 1918). Zaprzestała działalności po wybraniu Sejmu Ustawodawczego.